# Topľa
El Topľa és un riu d'Eslovàquia, afluent per la dreta de l'Ondava, amb una llargària de 129,8 km i una conca de 1.544 km². Neix a les muntanyes Čergov, flueix per la regió històrica d'Ondava, travessa les ciutats de Bardejov, Giraltovce, Hanušovce nad Topľou i Vranov nad Topľou.